# Monique Jacot

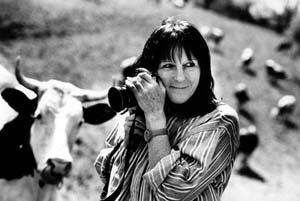
Monique Jacot, Foto: Erling Mandelmann, in den 1980er Jahren

Monique Jacot (* 19. August 1934 in Neuenburg NE, heimatberechtigt in Donatyre VD; † 6. August 2024) war eine Schweizer Fotografin und Künstlerin. Sie zählt zu den bedeutendsten Fotografinnen der Schweiz. 2005 wurde sie mit dem «Grand prix de la photographie» der Waadtländer Kulturstiftung ausgezeichnet, den vor ihr nur Marcel Imsand und Luc Chessex erhalten hatten, 2020 mit dem «Schweizer Grand Prix Design».

## Leben
Jacot war die Tochter eines Vertriebsleiters. Von 1953 bis 1956 absolvierte sie die Fotoklasse bei Gertrude Fehr an der École de photographie in Vevey. Nachdem sie drei Jahre als Reportagefotografin in Zürich für «Die Woche», «Annabelle», «Du», «La Semaine de la Femme» und andere Publikationen gearbeitet hatte, wurde Jacot 1959 freischaffende Fotojournalistin. Für die Weltgesundheitsorganisation (WHO) war sie von 1967 bis 1970 auf Fotoreisen. Ihre Reportagen erschienen in den Zeitschriften wie «Du», «Camera», «Geo», «Stern», «Elle», «Vogue», «Réalités», «L’illustré» und «Schweizer Illustrierte». Von 1989 bis 2005 nahm sie am Projekt «L’Enquête photographique en Valais» teil. Im Jahr 2000 lebte Jacot in Kairo-Shabramant und verwirklichte ihr Projekt «Passages».
Jacot setzte ihre Schwerpunkte bei sozialen sowie kulturellen Themen und gilt als Vertreterin der «humanistischen Fotografie». Sie porträtierte zahlreiche Personen der Zeitgeschichte wie Friedrich Dürrenmatt, Max Frisch, Dimitri, Niki de Saint Phalle, Jean Tinguely, Ruth Dreifuss, Christiane Brunner, Salvador Dalí, Charles und Ray Eames. Aus einem Grossprojekt von 1984 bis 1999 über die Lebensbedingungen von Frauen in der Landwirtschaft und Industrie gingen drei Fotobände hervor. Ausstellung und Bildband «Printemps de femmes – Wir sind so frei» thematisierten die Protestbewegung der Schweizer Frauen vom Frauenstreik 1991 bis zu den Demonstrationen 1993. Seit 2000 wurde ihre Bildsprache abstrakter. Sie experimentierte mit Farbpolaroidtransfers und fertigte Serien von Fotogrammen an, bei denen Bilder ohne Kamera belichtet werden. Die Fotostiftung Schweiz in Winterthur widmete Jacot 2005 eine Retrospektive.
Jacot war mit dem Fotografen und Regisseur Yvan Dalain (1927–2007) verheiratet.
Im August 2024 starb sie im Alter von 89 Jahren.

## Auszeichnungen und Stipendien
- 1974: Eidgenössischer Preis für Gestaltung / Eidgenössisches Stipendium
- 1987: Contributions à la création d’œuvres, Kanton Waadt
- 1988: Contributions à la création d’œuvres, Kanton Waadt
- 2000: Sechsmonatiger Aufenthalt im Künstleratelier von Shabramant bei Kairo in Ägypten
- 2005: Grand prix de la Fondation vaudoise pour la culture
- 2020: Schweizer Grand Prix Design, Schweizerische Eidgenossenschaft, Bundesamt für Kultur, Bern[5]

## Ausstellungen (Auswahl)

### Einzelausstellungen
- 1975: FNAC Montparnasse, Paris
- 1976: UN-Hochkommissariat für Flüchtlinge, Genf
- 1980/1981: «Paysages intérieurs» und «Reportage», Stiftung für die Photographie im Kunsthaus Zürich, Ausstellungsleitung: Rosellina Burri-Bischof[6]
- 1982: Work Gallery, Lausanne
- 1987: Galerie Photo Art, Basel
- 1989: «Femmes de la terre», Musée de l’Elysée
- 1994: «Printemps de femmes», MJC Saint-Gervais, Genf
- 1994: Biennale Internationale de l’Image, Nancy
- 1995: «Transferts Polaroid», Galerie de la Poste, Riex
- 1996: Centre Culturel Neuchâtelois, Neuenburg 1996
- 1999: «Cadences – L’usine au féminin», Musée de l’Elysée, Lausanne
- 2000: Centre Valaisan de l‘Image et du Son, Martigny
- 2000: «Les années cinquante», CHUV, Lausanne
- 2001: Kunstmuseum, Olten
- 2002: «Monique Jacot. À jour», Musée Suisse de l’Appareil Photographique, Vevey[7]
- 2002: «Mise à jour», Photoforum PasquArt, Biel
- 2003: Musée d’Ethnographie, Genf
- 2005: «Monique Jacot – Retrospektive» Fotostiftung Schweiz, Winterthur
- 2012: «Pas de caméra», Galerie Arts et Lettres, Vevey
- 2014/2015: «Monique Jacot. Reportagen und Tagträume», Das Verborgene Museum, Berlin[8]
- 2020: «Monique Jacot – Transferts et héliogrammes», Musée Jenisch, Vevey[9]
- 2022: «Monique Jacot. La Figure et ses doubles», Hall UBS, Lausanne in Kooperation mit Photo Elysée, kuratiert von Hannah Pröbsting[10]
- 2024: «Monique Jacot. La Figure et ses doubles», Palazzetto Bru Zane, Venedig[1][11]

### Gruppenausstellungen
- 1974: Photographers’ Gallery, London
- 1976: Musée des Arts Décoratifs, Lausanne
- 1978: Museum Bellerive, Zürich
- 1984: «Regards sur l’art», Palais de Tokyo, Paris
- 1985: «European Women Photographers Today», La Fotografia, Turin
- 1986: Photokina, Köln
- 1987: «Sanaa, Yemen» Institut du monde arabe, Paris
- 1988: Musée des Arts Décoratifs, Lausanne 1988
- 1991: Musée d’Art et d’Histoire, Fribourg
- 1992: City Bank, Long Island City USA
- 1995: «PasquArt en Chine», The Oriental Gallery, Peking
- 1998: «Seitenblicke. Die Schweiz 1848 bis 1998 – eine Photochronik», Forum der Schweizer Geschichte, Schwyz
- 1999: «Fotografen sehen Jean Tinguely», Museum Tinguely, Basel
- 2002: «Made in Egypt. 4 Women 4 Views», Townhouse, Kairo
- 2012/2013: Das Verborgene Museum, Berlin 2012/2013
- 2013: «A Selection of Vintage and Contemporary Photographs», Artef Galerie für Kunstfotografie, Zürich

## Publikationen (Auswahl)
- J’aime la mime. Fotografien: Monique Jacot, Text: Jean Dorcy, Rencontre, Lausanne 1962.
  - Eintritt frei Pantomime. Fotografien: Monique Jacot, Text: Jean Dorcy, Übersetzung: Heinrich Steyer, Rencontre, Lausanne 1963.
- Bretagne. Collection L'Atlas des Voyages. Fotografien: Monique Jacot, Text: Jean-Claude Jumièges, Rencontre, Lausanne 1969.
- Regards. Fotografien: Monique Jacot, Text: Georges Borgeaud, Jean Genoud, Mont-sur-Lausanne 1977.
- Fotografen sehen Jean Tinguely. Fotografien: Monique Jacot, Vorwort: Margrit Hahnloser, Verlag Museum Jean Tinguely, Basel 1999.
- Femmes de la terre. – Frauen auf dem Land. Vorwort: Charles-Henri Favrod, R. G. Editions-Diffusion, Le Mont-sur-Lausanne 1989, ISBN 2-88100-011-8.
  - Frauen auf dem Lande. Übersetzung: Barbara Erni und Pierre Imhasly, Collection la mémoire de l'oeil, R. G. Editions-Diffusion, Mont-sur-Lausanne 1989.
- Printemps de femmes. – Wir sind so frei 1991–1993. Genf 1994, ISBN 2-88100-008-8.
- Cadences. L’usine au féminin. – Fabrikarbeiterinnen. Leben im Akkord 1999.
- À jour. R. G. Editions-Diffusion, Le Mont-sur-Lausanne 2002, ISBN 2-88100-014-2.
- Monique Jacot – Fotografien. Texte: Peter Pfrunder (Hrsg.), Sylvie Henguely, Guido Magnaguagno, Nathalie Herschdorfer, Matthias Christen, Christoph Gallaz, Benteli, Wabern/Bern 2005. ISBN 978-3-7165-1377-4.

## Filmographie
- Repérages/Rollenspiele von Michel Soutter. 1977 (Fotografin)
- Photosuisse. Monique Jacot. 2004 (TV-Dokumentation)
- Monique Jacot. Grande Dame der Schweizer Fotografie. (CD-ROM) Schweizer Radio DRS 2, 2005
- Monique Jacot. Photographie et poésie. (DVD) Canal 9, 2006.